# سیارک ۶۷۹۳
سیارک ۶۷۹۳ (به انگلیسی: 6793 Palazzolo، نامگذاری:1991YE) شش هزار و هفتصد و نود و سومین سیارک کشف شده‌است که در ۳۰ دسامبر ۱۹۹۱ کشف شد.
قدر مطلق سیارک برابر ۱۳٫۳۰ است.